# Kenza Ameloot
Kenza Johanna Ameloot (2002) is een Belgisch model. Ze werd op 24 februari 2024 gekroond tot Miss België.

## Levensloop
Kenza Ameloot werd op 29 juli 2002 geboren als dochter van een Belgische vader en Rwandese moeder. Haar moeder vluchtte van de genocide in Rwanda. Haar ouders scheidden toen ze 8 jaar was.
In het middelbaar ging ze naar Nieuwen Bosch Humaniora te Gent, waar ze Toerisme en Communicatie & Media studeerde en in 2020 afstudeerde. Ze startte hierna met International Business Management aan de Arteveldehogeschool.

## Televisie
- De Slimste Mens ter Wereld (2024) - als kandidate

## Privé
Ameloot heeft sinds 2022 een relatie met basketballer Seppe D'Espallier.